# 蕭良榦
蕭良榦（1534年—1602年），字以寧，號拙斋，直隸寧國府涇縣人，民籍，明朝政治人物。

## 生平
甫入塾，闻范希文义田故事，即欲仿行，书片纸藏笥中。弱冠，慕王文成良知之学，时会同志讲究，多所自得。母病，衣不解带者累月。嘉靖四十年（1561年）中式辛酉科應天府鄉試第十六名舉人。隆慶五年（1571年）中式辛未科會試第一百五十八名，二甲第五十八名進士。刑部觀政，初授户部主事，榷税崇文河西，斥羡金，无所取。丁继母艱，萬曆四年（1576年）起补户曹，又丁父忧，萬曆七年己卯服阕，以原官榷税河西务，九年升员外郎，十年升郎中，萬曆十一年（1583年）迁绍兴知府，修三江闸，筑海塘。复稽山书院，与士大夫讲学课业，士皆尸祝之。十六年闰六月升四川副使、分巡川南，次年调簡。十八年起补贵州副使，二十一年七月升河南右参政，二十五年四月升山西按察使，改河南按察使，二十六年八月升河南右布政使，二十七年遷陕西左布政使，裁抑矿税，二璫不少假借，所部赖以安。二十九年考察调用。历中外三十年，归里。周给子姓，割腴田二百余亩为义田，以竟初志。年六十九卒。

## 家族
曾祖蕭臻；祖父蕭鼐；父蕭汝金，母畢氏；繼母佘氏。具庆下。弟良軌、良韓。